# Бочвар, Анатолий Михайлович
Анато́лий Миха́йлович Бочва́р (1870—1947) — советский металловед, основатель московской школы в металловедении, профессор (1917), заслуженный деятель науки и техники РСФСР (1933).

## Биография
Родился в Радомысли Киевской губернии 17 (29) августа 1870 года в семье городского врача, умершего в 1877 году. Учиться начал только в 14 лет. По окончании в 1891 году Санкт-Петербургского первого реального училища поступил на инженерно-технологическое отделение Московского технического училища, который с отличием окончил в 1897 году со званием инженера-технолога. Был оставлен на кафедре химической технологии неорганических веществ в качестве лаборанта.
С сентября 1898 года начал преподавать в училище технологию, с 1901 года — металлургию; с ноября 1902 года дополнительно преподавал на 5-м курсе специальное проектирование. С 1902 года заведовал металлургической лабораторией.
В 1908 году организовал первую в Москве металлографическую лабораторию и начал читать курс металлографии. С 1917 года — экстраординарный профессор Московского технического училища по кафедре металлургии и металловедения.
Одновременно с 1907 года читал курс товароведения и технологии минеральных веществ в Московском коммерческом институте, где с мая 1913 года состоял заведующим специальной лабораторией и доцентом на кафедре химической технологии. В 1910-е годы преподавал в Московском Промышленном училище. В 1919—1930 годах также заведовал кафедрой металлографии цветных металлов в Московской горной академии.
В 1930 году перешёл в Московский институт цветных металлов и золота, где вёл курс специальной металлографии цветных металлов и заведовал лабораторией металлографии. В 1927—1934 годах принимал участие в составлении «Технической энциклопедии» под редакцией Л. К. Мартенса, автор статей по тематикам «металлургия, сплавы».
Наряду с педагогической деятельностью проводил большие научно-исследовательские работы в области чёрной и цветной металлургии. Его основные работы — по белым антифрикционным сплавам, сталистым чугунам, термической обработке серых чугунов. Создал ряд новых лёгких сплавов для авиации. Большую известность получили выполненные А. М. Бочваром исследования подшипниковых сплавов; разработанный им Баббит (Б-16) позволил сэкономить тысячи тонн олова.
Умер в Москве 11 сентября 1947 года. Похоронен в северо-восточном углу нового Донского кладбища вместе с женой Ольгой Петровной (1875—1951). Их сын, Андрей Анатольевич Бочвар — академик АН СССР, выдающийся советский металловед, один из создателей советской атомной промышленности.

## Звания и награды
- орден Ленина (28.08.1945)
- орден «Знак Почёта»
- Заслуженный деятель науки и техники РСФСР